# Ерік Гюстав Бустрьом
Ерік Гюстав Бернхард Бустрьом (або Бострьом швед. Erik Gustaf Bernhard Boström; 11 лютого 1842; Стокгольм — 21 лютого 1907; Стокгольм) — шведський політичний і державний діяч, двічі прем'єр-міністр Швеції (1891—1900) і (1902—1905), міністр фінансів (1894—1895), перший голова Нобелівського Фонду.

## Біографія
Ерік Густав Бустрьом народився в Стокгольмі у сім'ї Еріка Самуеля Бустрьома, головного судді районного суду та Елізабети Фреденхайм. Сім'я була однією гілкою сім'ї священиків з Норландії. Його дід по батькові, Крістофер Лаестандер, городянин і корабельний тесляр у місті Пітео, взяв прізвище Бострьом.
У 1861 році поступив в Уппсальський університет, проте після смерті матері в 1863 році йому довелося залишити навчання, щоб управляти батьківською власністю, оскільки його батько помер ще раніше — в 1854 році.
Згодом він став великим землевласником. Після одруження в 1871 році він став зятем судді і міністра Людвіга Альмквіста.

### Кар'єра
Почав свою політичну кар'єру в січні 1870 з обрання до складу провінційних зборів Стокгольма, до складу якого він входив до 1891 року, протягом шести років був його головою. Крім того, він був членом виконавчого комітету Аграрного суспільства провінції Стокгольм.
Член Аграрної, пізніше — протекціоністської партії. Член Другої палати шведського Риксдагу (1876—1893). Був активним прихильником політики протекціонізму і збільшення оборонних витрат. З 1893 року до кінця життя, як депутат, представляв Стокгольм у Першій палаті Риксдагу.
У 1891—1900 роках займав пост прем'єр-міністра Швеції. У 1894—1895 рр. одночасно був міністром фінансів. Був першим прем'єр-міністром, які не мають ні академічної освіти, ні досвіду роботи на вищих урядових посадах. Разом з королем Оскаром II був вельми популярний серед населення. На період його прем'єрства припав зростання популярності соціал-демократів, які виступали за введення в країні загального виборчого права. Також було прийнято рішення про збільшення числа депутатів парламенту.

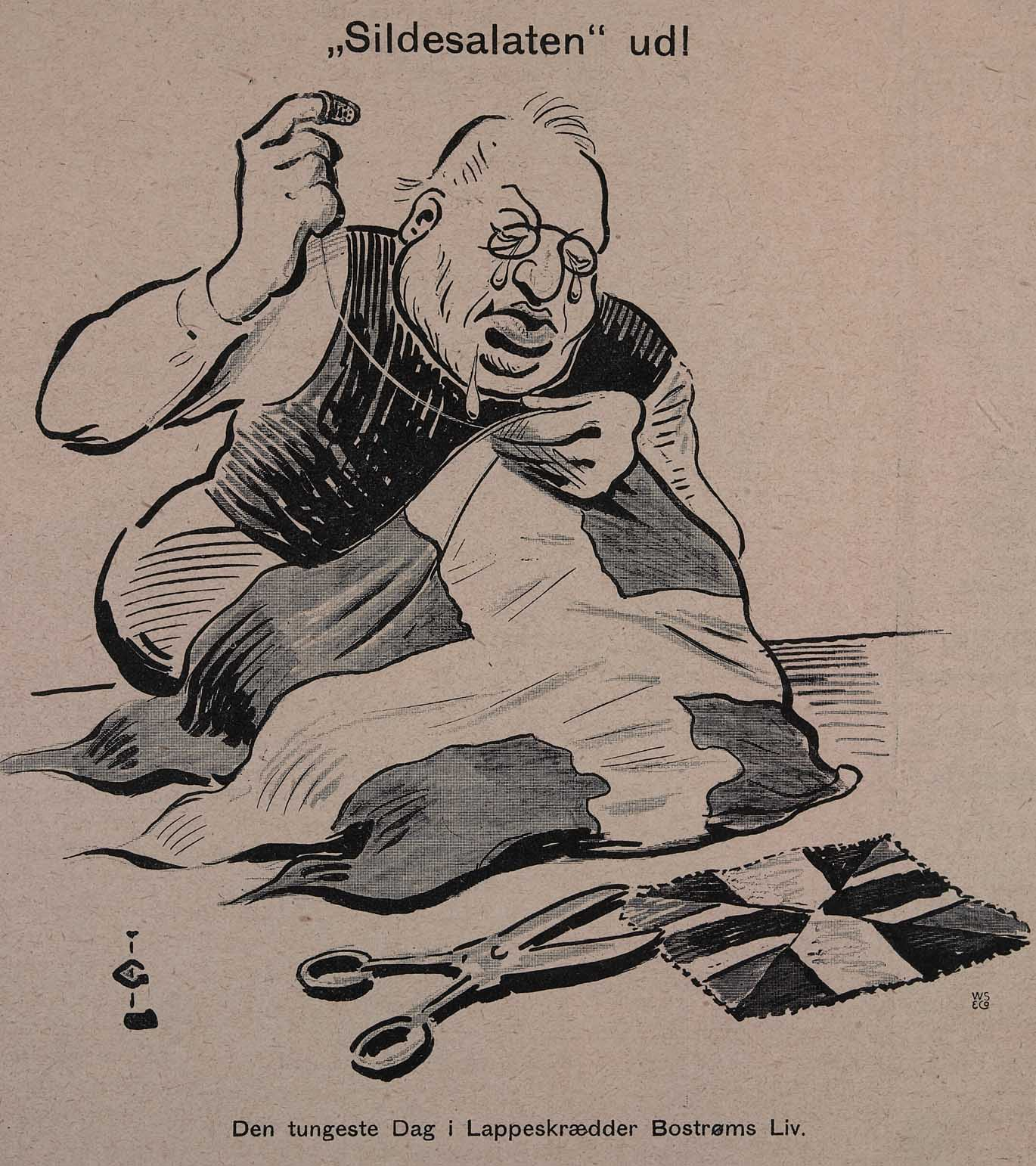
Карикатура на міжнародну діяльність Еріка Гюстава Бострьома

У його урядовій політиці переважав прагматизм. У 1892 році з його ініціативи була проведена часткова реформа системи індельти і вік військовозобов'язаних Швеції був підвищений до 40 років, а військові збори тепер проводилися протягом 90 днів. Згодом здобув добру репутацію. Докладав значних зусиль для збереження унії з Норвегією. Відхилив пропозицію норвежців про надання їм можливості призначати послів в зарубіжні країни. Можливою причиною відставки міг стати його відмова від вирішення питання про Шведсько-норвезьку унію.
У 1902—1905 роках знову перебував на посаді прем'єр-міністра. У цей період було завершено будівництво Мальмбанан (1903). Однак внаслідок загострення кризи шведсько-норвезького союзу він подав у відставку.
Після відходу з поста прем'єр-міністра в 1905—1907 роках був канцлером Лундського і Уппсальского університетів. На цій посаді він марно намагався розірвати контракт на викладацьку діяльність з Бенгтом Лідфорсом, який був не тільки доцентом ботаніки та біології Лундського університету, а й одним з лідерів соціалістичного руху.
З 1900 року до кінця життя першим займав пост голови Нобелівського Фонду.

## Відзнаки
- Орден Серафимів з діамантом (1892)[7]

- Великий хрест ордена Полярної зірки (1881, 1890, 1891)[8]

- Великий хрест ордена Вази (1904)[9]

- Великий хрест бельгійського ордена Леопольда I (1905)[7]